# Mas d'en Bosc (Sant Pere de Ribes)
El Mas d'en Bosc és una obra de Sant Pere de Ribes (Garraf) protegida com a Bé Cultural d'Interès Local.

## Descripció
Masia situada a migdia del nucli de Ribes, entre l'autopista del Garraf i la riera de Ribes. És un edifici aïllat de planta rectangular i dues crugies. Consta de planta baixa i pis i té la coberta a dues vessants desiguals amb el carener paral·lel a la façana. S'hi accedeix per un portal amb llinda de fusta que es troba descentrat en el frontis. Al seu costat hi ha una finestra d'arc pla arrebossat, mentre que les dues del pis són amb llinda de fusta. A la façana de garbí hi ha adossat un cos de la mateixa alçada i coberta que el principal. Té poques obertures, totes elles d'arc pla arrebossat. A l'altra façana lateral, orientada a gregal, hi ha adossat un cos petit d'un sol nivell d'alçat, que probablement s'emprava com a corral. L'acabat exterior és arrebossat i pintat de color blanc al frontis, i de restes d'arrebossat terrós a la resta. A pocs metres a tramuntana hi ha un cos agrícola annex que presenta dos portals, un d'arc rebaixat arrebossat i l'altre amb llinda de fusta i brancals ceràmics. Davant la façana principal hi ha un pou antic i un safareig.

## Història
Al cadastre de l'any 1764 hi figura Francisco Bruguera, de Can Bruguera, com a propietari del Mas d'en Bosc. Més endavant, tal com consta en el llibre d'Apeo de l'any 1847, pertanyia a Melchor Bruguera.